# Прибульці (Сімак)
«Прибульці» (англ. The Visitors) — науково-фантастичний роман Кліффорда Сімака, вперше опублікований 1980 року.

## Зміст
Історія описує контакт між Землею та Прибульцями, групою таємничих об’єктів із глибокого космосу. Прибульці — це чорні довгасті ящики, завбільшки з будівлі, які прибули з космосу на орбіту навколо Землі перед тим, як опуститися до Сполучених Штатів. Природа відвідувачів залишається досить загадковою — незрозуміло, чи є вони транспортними засобами чи живими істотами. Прибульці не можуть спілкуватися з людьми будь-яким суттєвим способом. Прибульці можуть оборонятися та розмножуватися. Одного разу людину забрали всередину Прибульця, але її звільнили після того, як вона відчула плутанину незрозумілих їй кольорових вогнів і запахів.
Прибульці складаються переважно з щільної форми целюлози, і вони продовжують споживати певну кількість дерев і рослин у США. Згодом вони починають виробляти транспортні засоби, зовні схожі на людські автомобілі, але здатні літати, використовуючи ті самі невідомі принципи, що й самі Прибульці, і, очевидно, містять певний елемент інтелекту чи принаймні інстинкту, оскільки вони не врізаються в предмети під час руху. Люди припускають, що Прибульці створили ці транспортні засоби як подарунок в обмін на рослинну їжу, яку Прибульці споживають, і в романі йдеться про руйнування економічних систем Землі, які такі дарування з добрих намірів можуть спричинити. Наприкінці книги Прибульці також починають виготовляти житло для людей, і навіть припускається, що всередині них може бути щось живе — можливо, навіть створена Прибульцями версія самих людей.